# 아폰수 1세 (포르투갈)

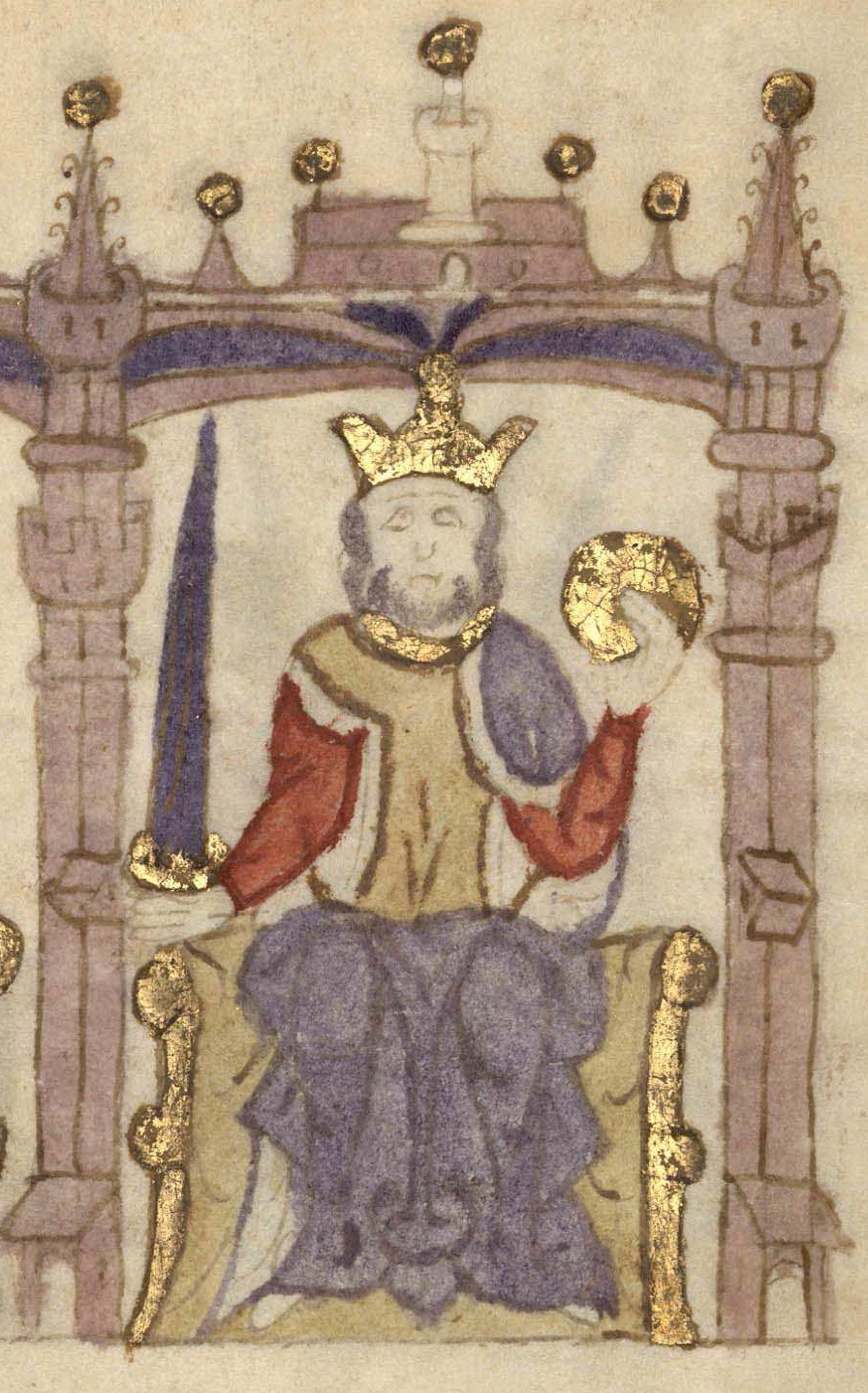
아폰수 1세.

아폰수 1세 엔히크스(포르투갈어: Afonso I Henriques, 1109년 7월 25일 ~ 1185년 12월 6일)는 초대 포르투갈의 군주이다. 1139년에 레온 왕국으로부터 갈리시아 왕국의 남부 지역의 독립을 성취했다. 별명은 콘키스타도르(정복왕), 창시자, 대왕 등이 있다. 아버지는 보르고냐의 엔히크이다. 어머니는 알폰소 6세의 사생아 테레사이다. 증조부는 부르고뉴의 로베르 1세(카페 가문 부르고뉴 공작가의 시조)로서 프랑스의 왕 로베르 2세의 3남이다.
계속된 레콩키스타로 그가 사망할때, 즉위 초창기보다 약 두배의 영토 확장을 했다. 본인이 세운 코임브라에 있는 산타크루즈 수도원에 묻혔다.

## 같이 보기
- 포르투갈의 역사
- 포르투갈 왕국